# Sheila Hancock
Sheila Cameron Hancock es una actriz inglesa y comendadora de la Orden del Imperio Británico, nacida en Blackgang, Isla de Wight, Inglaterra, conocida principalmente por sus actuaciones cómicas.

## Primeros años y carrera
Hancock, hija de Ivy Louise y Enrico Cameron Hancock nació en Blackgang, Isla de Wight. Su hermana Billie era 7 años mayor y trabajó como artista de variedades hasta que se retiró en Antibes en 2003 a la edad de 79 años. Sheila estudió en Dartford County Grammar School y la Royal Academy of Dramatic Art. Se unió a la compañía de teatro Joan Littlewood's Theatre Workshop y ha aparecido en cerca de 40 películas y series televisivas.
Sus actuaciones en la gran pantalla incluyen Cuidado con Cleopatra (Carry On Cleo, 1964), El aniversario (The Anniversary, 1968), El invencible sexo débil (Take a Girl Like You, 1970), Buster (El robo del siglo) (Buster, 1988) y Tres hombres y una pequeña dama (Three Men and a Little Lady, 1990).
En 1978, apareció en West End como Miss Hannigan en el reparto original londinense del musical Annie. Dos años después, interpretó a Mrs Lovett en Sweeney Todd.
Desde octubre de 2006 a abril de 2007, actuó en el papel de Fraulein Schneider en el West End revival del musical Cabaret en el Lyric Theatre. En 2007 ganó un premio Laurence Olivier a la mejor actuación en In a musical.
Su debut en la televisión fue en la sitcom de BBC, The Rag Trade a principios de los 60 en el papel de Carol. Desde 1965 al 1966 apareció como el personaje principal en The Bed-Sit Girl. Otra serie televisiva en donde trabajó fue en Have I Got News For You, Room 101, Doctor Who, Call My Bluff and EastEnders.
En 2006 interpretó el personaje de Junie Taylor de Catherine Tate Show y tuvo también un personaje fijo en la serie de la BBC 2, Grumpy Old Women. Adicionalmente interpretó al personaje Granny Pat en el telefilme Un amigo inesperado.
También hizo numerosas apariciones en la radio en Just a Minute durante los años 60.
Consiguió un papel en The Rag Trade como resultado directo de sustituir a Joan Sims en Something to Shout About. Uno de los guionistas de la serie, Ronald Wolfe quedó impresionado con su actuación.
Hancock fue nominada a un premio BAFTA a la mejor actriz como personaje principal en 2002 por su papel en The Russian Bride; y de nuevo en 2003 por la serie Bedtime
El 25 de agosto de 2008, interpretó a una paciente en estado terminal en el monólogo para la BBC, The Last Word.
En 2008, participó en la película El niño con el pijama de rayas.